# Elna Panduro
Elna Panduro (född Eskesen), född den 11 maj 1882 i Köpenhamn, död där den 6 april 1983, var en dansk skådespelare och sångerska, till stor del yrkesverksam i Sverige.

## Biografi
Elna Panduro hade genomgått en journalistutbildning, men hennes stora sångintresse förde henne till scenen. Hon debuterade i Fredericia i titelrollen som Dollarprinsessan på en landsortsturné 1910. Hon fick sitt verkliga genombrott på Nørrebro teater i Köpenhamn 1912. Berömd är hennes duett med Holger "Gissemand" Pedersen, där de sjöng Kjærligheden er en løjerlig gråspurv på Frederiksbergs teater i Frederiksberg. Hon medverkade ett flertal operetter och revyer under sina fyra år på danska scener.
Svensk debut fick Panduro i Malmö 1914 och var sedan mest verksam i Sverige, fram till mitten av 1930-talet. Hon spelade mot Axel Engdahl i dennes revyer 1916. Året därpå började hon att turnera med ett eget teatersällskap och 1919–1926 var hon primadonna på Kristallsalongen i Stockholm.
Panduro lämnade Sverige 1936 och blev restaurangägare och drev Bellman-Källeren i Köpenhamn under 12 år. Därefter drog hon sig tillbaka.
Elna Panduro var gift första gången med riksdagsstenografen Holger Panduro och andra gången 1918 med textförfattaren Gösta Hultgren.

## Filmografi
- 1912 – Bryggerens datter
- 1913 – Hjertedoktoren
- 1943 – Naar man kun er ung

## Teater

### Roller
| År   | Roll        | Produktion                                                                      | Regi         | Teater           |
| ---- | ----------- | ------------------------------------------------------------------------------- | ------------ | ---------------- |
| 1916 |             | Pinetdrottningen, eller Stockholmskannibaler på krigsstråt, revy Emil Norlander | Axel Hultman | Kristallsalongen |
| 1917 |             | Malla, eller Den förälskade skutskepparen, revy Emil Norlander                  | Axel Hultman | Kristallsalongen |
| 1921 | Medverkande | På vift, eller Stockholm – Köpenhamn – Paris – Granada, revy Emil Norlander     |              | Kristallsalongen |